# 割草機

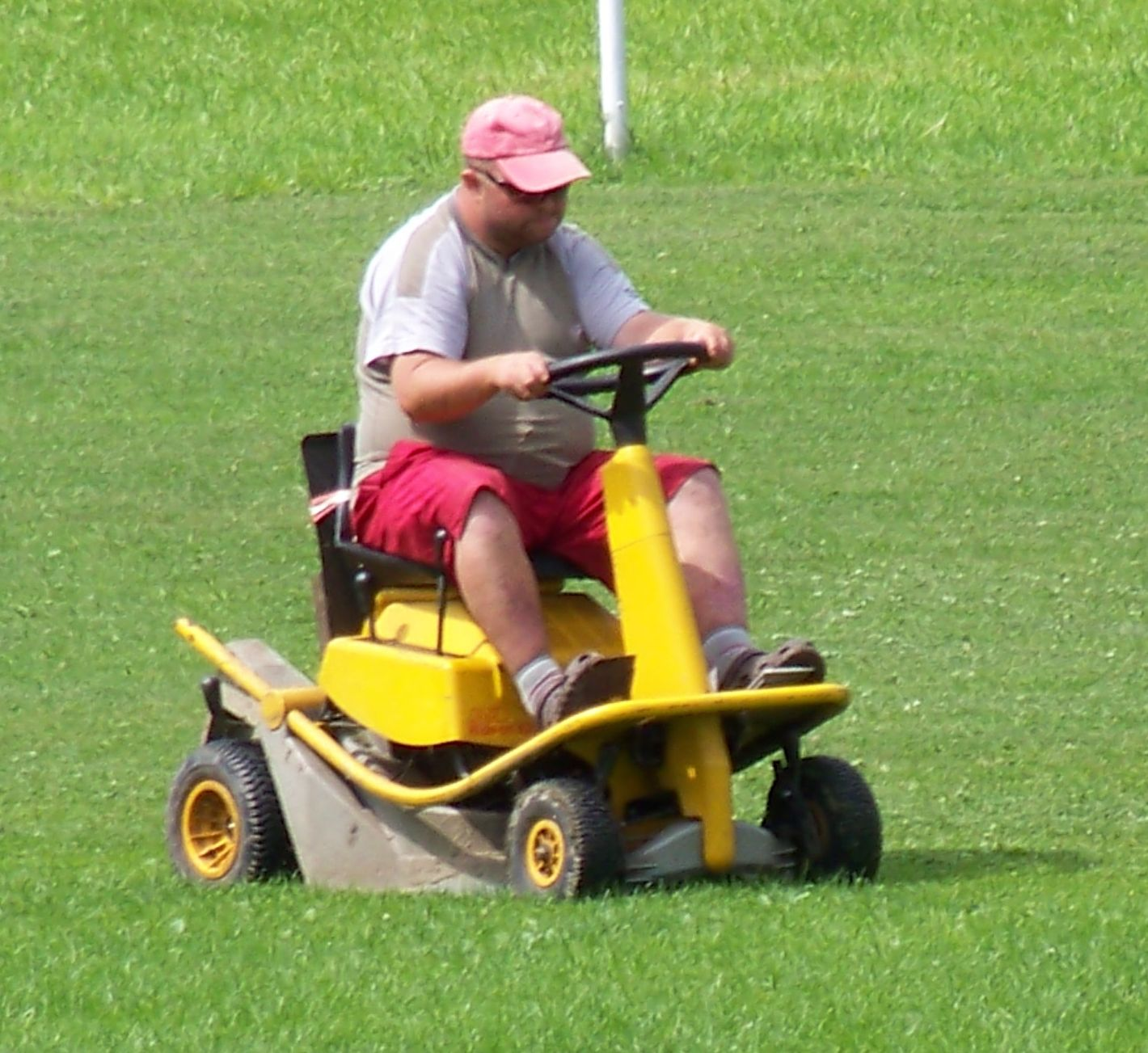
可駕駛的割草機。

割草機又稱除草機，是一種利用旋轉的刀片將草地修剪至均勻高度的機械，刀片旋轉的動力可以來自人力、畜力、燃料或電力，切割的高度可以自由調整。小型的割草機可以由單手推動，當人在後面推著它行走時即可割草，大型的割草機可以是一輛可駕駛的車輛，此外也有透過遙控器操作的割草機。小型的割草機通常被用於切除私人住宅草坪的雜草，而大型的割草機通常被用於高爾夫球場、公園等幅員遼闊之處。
快速旋轉的割草機刀片具有危險性，在美國，每年有超過12000人因為割草機而送醫住院。此外，割草機還會產生噪音汙染，如果使用者沒有做足保護，長期使用可能會損害聽力或失聰。

## 歷史
割草機誕生於1830年，由艾德溫·布雷德·布丁發明，在他的割草機問世後取代了原本的鐮刀，被使用運動場和遼闊的花園上，這項發明在1830年8月31日得到英國專利。

## 环境和职业影响

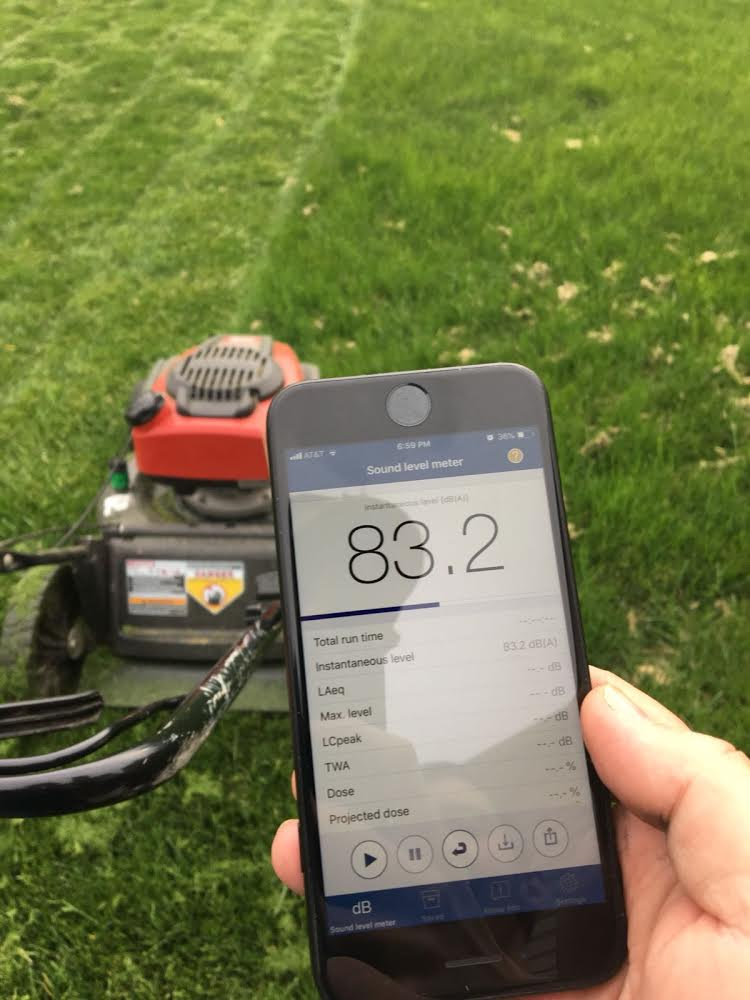
使用NIOSH 声级计 应用程序测量的割草机噪音水平

2001年的一项研究显示，一些割草机在一个小时内排放的污染物（除二氧化碳之外的排放物）与驾驶1992年款车辆行驶650英里（1,050）所产生的污染物相同。 另一个估算将割草机产生的污染物量每小时计算为汽车排放量的四倍，尽管此报告已不再可用。 从2011年开始，美国环境保护署制定了割草设备排放标准，并预计至少降低35%。
燃气割草机会产生温室气体排放。建议采用最低维护的草坪管理做法，包括修剪回收、最少的灌溉和修剪，以减轻城市草坪系统对全球变暖的影响。
电池动力割草机为消费者提供更清洁的选择，零排放，更高效，并消除了溢出汽油的风险。 燃气割草机不受排放捕集技术的监管。
割草机可能会产生显著的噪音污染， 如果长时间使用而没有适当的听力保护，可能导致听力损失。 割草机还会对近100万从事草坪维护和园艺工作的人造成职业性听力风险。 一项研究评估了北卡罗来纳州几所公立大学的园艺工人的职业噪声暴露情况，发现手推割草机的噪声水平在86至95分贝（A加权）之间，而骑乘割草机的噪声水平在88至96分贝（A加权）之间；这两种类型的噪声都超过了国家职业安全与健康研究所（NIOSH）的建议暴露限值85分贝（A加权）。
使用电池动力割草机或适当的听力保护（如耳塞或耳罩）可以减少听力损失和噪音污染的风险。
如果割草机的刀片穿过草坪并与底层地面碰撞，可能会损坏底层土壤、草坪的根部和割草机本身。因此，适当调整割草机高度并选择适合的轮胎对于防止任何标记或挖掘非常重要。

## 五花八門的割草機
|  |  |  |  |  |
|  |  |  |  |  |
|  |  |  |  |  |
|  |  |  |  |  |